# Ocnogyna baetica
La oruga de los prados, oruga pelusa o lagarto de las habas (Ocnogyna baetica), es una polilla de la familia Erebidae. La especie fue descrita por primera vez por Rambur en 1837. Se encuentra en Italia, la Península Ibérica y el norte de África.
Se sitúa generalmente en superficies destinadas a pastos, lindes y eriales, donde se alimenta de una gran cantidad de especies espontáneas tales como Borago officinalis, Malva sylvestris, Mercurialis annua, Erodium ciconium, pero debido al no laboreo de olivos y viñas, se extiende a plantas cultivadas como habas, viña, etc.